# Kelvington-Wadena (circonscription saskatchewanaise)
Pour les articles homonymes, voir Kelvington et Wadena.
Circonscription électorale provinciale du Canada
Kelvington-Wadena est une circonscription électorale provinciale de la Saskatchewan au Canada. Elle est représentée à l'Assemblée législative de la Saskatchewan depuis 1975.

## Géographie
En 2016, la circonscription comprend :
- Les communautés de Theodore (en), Insinger (en), Sheho (en), Bankend (en), Wishart (en), Wynyard, Mozart (en), Elfros, Foam Lake, Leslie Beach (en), Chorney Beach (en), Ottman-Murray Beach (en), Tuffnell (en), Margo (en), Invermay (en), Rama (en), Hazel Dell (en), Okla (en), Kuroki (en), North Shore Fishing Lake (en), Kylemore (en), Wadena, Clair (en), Paswegin (en), Hendon (en), Fosston (en), Kelvington, Lintlaw (en), Rockford, Perigord, Rose Valley, Nora, Archerwill, Barrier Ford (en), McKague, Algrove, High Tor, Porcupine Plain, Chelan (en), Carragana (en), Weekes (en), Doncrest, Muskeegan, Copeau River, Bjorkdale et Sylvania (en). *Les municipalités rurales de Insinger No 275 (en), Foam Lake No 276 (en), Emerald No 277 (en), Invernay No 305 (en), Elfros No 307 (en), Hazel Dell No 335 (en), Sasman No 336 (en), Lakeview No 337 (en), Kelvington No 366 (en), Ponass Lake No 367 (en), Porcupine No 395 (en), Barrier Valley No 397 (en), Bjorkdale No 426 (en) et Tisdale No 427 (en).
- Le parc provincial de Greenwater Lake (en).

En 2024, la circonscription :
- Perd les communautés de Theodore, Sheho, Rama, Invermay, Hazel Dell, Okla, Lintlaw et Rockford, ainsi que les municipalités rurales de Hazel Dell No 335,  Invermay No 305 et Insinger No 275.
- Obtient les communautés de Kandahar (en), Dafoe (en), Nokomis, Lockwood (en), Jansen (en), Drake, Lanigan, Sinnett, Leroy et Shady Grove, ainsi que les municipalités rurales de Big Quill No 308 (en), Mount Hope No 279 (en) (partie), Wreford No 280 (en) (partie), Prairie Rose No 309 (en), Usborne No 310 (en) (partie) et Leroy No 339 (en).

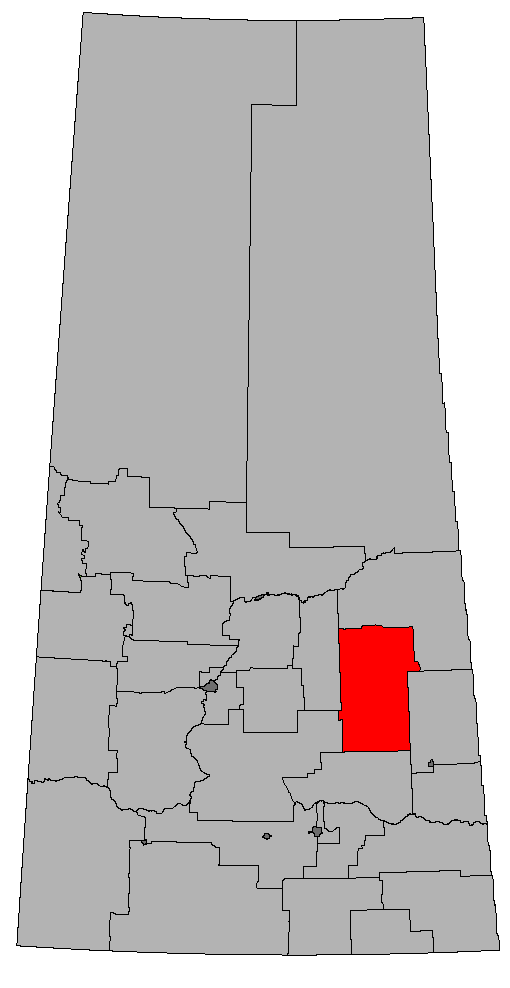
Frontière de la circonscription en 2016.
Frontière de la circonscription en 2022.

## Liste des députés
| Parlement                                     | Années                                        | Député                                        | Député                                        | Parti                                         |
| Kelvington-Wadena                             | Kelvington-Wadena                             | Kelvington-Wadena                             | Kelvington-Wadena                             | Kelvington-Wadena                             |
| Circonscription issue de Wadema et Kelvington | Circonscription issue de Wadema et Kelvington | Circonscription issue de Wadema et Kelvington | Circonscription issue de Wadema et Kelvington | Circonscription issue de Wadema et Kelvington |
| --------------------------------------------- | --------------------------------------------- | --------------------------------------------- | --------------------------------------------- | --------------------------------------------- |
| 18e                                           | 1975–1978                                     |                                               | Neil Erland Byers                             | Néo-démocrate                                 |
| 19e                                           | 1978–1982                                     |                                               | Neil Erland Byers                             | Néo-démocrate                                 |
| 20e                                           | 1982–1986                                     |                                               | Sherwin Petersen                              | Progressiste-conservateur                     |
| 21e                                           | 1986–1991                                     |                                               | Sherwin Petersen                              | Progressiste-conservateur                     |
| 22e                                           | 1991–1995                                     |                                               | Kenneth Kluz                                  | Néo-démocrate                                 |
| 23e                                           | 1995–1997                                     |                                               | June Draude                                   | Libérale                                      |
| 23e                                           | 1997-1999                                     |                                               | June Draude                                   | Saskatchewan                                  |
| 24e                                           | 1999–2003                                     |                                               | June Draude                                   | Saskatchewan                                  |
| 25e                                           | 2003–2007                                     |                                               | June Draude                                   | Saskatchewan                                  |
| 26e                                           | 2007–2011                                     |                                               | June Draude                                   | Saskatchewan                                  |
| 27e                                           | 2011–2016                                     |                                               | June Draude                                   | Saskatchewan                                  |
| 28e                                           | 2016–2020                                     |                                               | Hugh Nerlien                                  | Saskatchewan                                  |
| 29e                                           | 2020–2024                                     |                                               | Hugh Nerlien                                  | Saskatchewan                                  |
| 30e                                           | 2024–en cours                                 |                                               | Chris Beaudry                                 | Saskatchewan                                  |